# Fallen angel (Uriah Heep)
Fallen angel is het twaalfde studioalbum van de Britse rockgroep Uriah Heep. Het is het laatste album met zanger  John Lawton en drummer Lee Kerslake.

## Muzikanten
De bezetting op dit album is:
- John Lawton — zang
- Mick Box — gitaar
- Trevor Bolder — basgitaar
- Lee Kerslake — drums, syndrums, achtergrondzang
- Ken Hensley — keyboards, synthesizers, slide- en akoestische gitaar, achtergrondzang

Chris Mercer speelt saxofoon op Save it. Hij heeft onder meer ook gespeeld met John Mayall, Keef Hartley en Bryan Ferry en hij is te horen op het album To the Hilt van Golden Earring.

## Muziek
Uriah Heep speelt op dit album vooral Arenarock, wat ook wel AOR (Adult Oriented Rock of Album Oriented Rock) wordt genoemd.  AOR is een wat commerciëlere, gepolijste versie van hardrock, die goed in het gehoor ligt. Op dit album staan kortere en minder gecompliceerde nummers die nogal afwijken van de lange, epische nummers in de succesvolle beginperiode van de band. De band speelt nog steeds vooral hardrock met melodieuze stukken maar er zijn ook invloeden te horen van andere muziekstijlen zoals disco (What ya say), jaren zestig bubblegum (Love or nothing) en rock-'n-roll (One more night (last farewell).  Het album opent met de rockers Woman of the night en Falling in love. Come back to me is een rockballad.
De meeste nummers van dit album zijn geschreven door  een of meer leden van de band. Pete McDonald en Trevor Bolton, die samen Save it hebben geschreven, hebben eerder samen gespeeld in The Spiders from Mars, de begeleidingsband van David Bowie.

## Tracklijst Groot-Brittannië

### kant een
1. Woman of the night -(Mick Box, John Lawton, Lee Kerslake) – 4:07
2. Falling in love – (Ken Hensley) - 2:59
3. One more night (last farewell) – (Ken Hensley)  – 3:35
4. Put your lovin'  on me - (John Lawton) – 4:08
5. Come back to me - (Lee Kerslake, Ken Hensley) – 4:22

### kant twee
1. Whad 'ya say –  (Ken Hensley) - 3:41
2. Save it (Trevor Bolder, Pete McDonald) – 3:33
3. Love or nothing – (Ken Hensley) - 3:02
4. I'm alive (John Lawton) – 4:18
5. Fallen angel – (Ken Hensley) – 4:51

## Tracklijst Verenigde Staten

### kant een
1. One more night (last farewell) – (Ken Hensley)  – 3:35
2. Falling in love – (Ken Hensley) - 2:59
3. Woman of the night -(Mick Box, John Lawton, Lee Kerslake) – 4:07
4. I'm alive (John Lawton) – 4:18
5. Come back to me - (Lee Kerslake, Ken Hensley) – 4:22

### kant twee
1. Whad 'ya say –  (Ken Hensley) - 3:41
2. Save it (Trevor Bolder, Pete McDonald) – 3:33
3. Love or nothing – (Ken Hensley) - 3:02
4. Put your lovin'  on me - (John Lawton) – 4:08
5. Fallen angel – (Ken Hensley) – 4:51

## Album
Dit album is opgenomen in 1978 in Gerry Bron’s Roundhouse studios in Londen en geproduceerd door  Gerry Bron en Ken Hensley (geluidstechnicus was Peter Gallen met assistentie van Colin Bainbridge, John Gallen en Julian Cooper). Het album is uitgebracht in juli 1978 op Bronze Records in onder meer Europa, Australië  Zuid-Afrika en op Chrysalis Records in onder meer de Verenigde Staten en Canada. Dit album is vanaf 1989 ook op Compact Disc verkrijgbaar. Er is in 1997 een herziene versie van het album uitgebracht  met vier bonustracks  en in 2004 een uitgebreide De Luxe Editie met acht bonustracks. De discografie en uitgebreide informatie over alle uitgaven staat vermeld op de site van Discogs (zie bronnen, noten en referenties).
AllMusic waardeerde Fallen angel met twee en een halve ster (op een maximum van vijf). Recensent Donald A. Guarisco vond het album te wisselvallig in vergelijking tot de albums uit de succesjaren, maar All in all, Fallen Angel may not please Uriah Heep fans who favor the group's Demons and Wizards-era style, but it offers enough slickly crafted music to please any fan of '70s AOR sounds.
Het album behaalde # 186 in de Amerikaanse Billboard 200 (albumlijst) maar het haalde de hitlijsten niet in thuisland Groot-Brittannië en in Nederland. In Noorwegen  behaalde het album # 10 (6 weken in de hitparade) en in Duitsland #18 (8 weken).